# Eredivisie 2010/11 (mannenvoetbal)/Transfers zomer
Dit is een lijst van transfers uit de Nederlandse Eredivisie in de zomer van 2010.
De eerste transferperiode duurde van 1 juli 2010 t/m 1 september 2010. De tweede periode was tijdens de winterstop. Deals mogen op elk moment van het jaar gesloten worden, maar de transfers zelf mogen pas in de transferperiodes plaatsvinden. Transfervrije spelers (spelers zonder club) mogen op elk moment van het jaar gestrikt worden.

## ADO Den Haag

### In
| No. | Naam                     | Nationaliteit | Positie      | Vorige club              |
| --- | ------------------------ | ------------- | ------------ | ------------------------ |
| 14  | Ramon Leeuwin            | Nederland     | Middenvelder | AGOVV                    |
| 16  | Christian Supusepa       | Nederland     | Verdediger   | Jong Ajax                |
| 28  | František Kubík          | Slowakije     | Aanvaller    | AS Trenčín               |
| 19  | Dmitri Boelykin          | Rusland       | Aanvaller    | Anderlecht, op huurbasis |
| 12  | Aleksandar Radosavljevič | Slovenië      | Middenvelder | AE Larissa               |

### Uit
| No. bij ADO | Naam             | Nationaliteit        | Positie      | Volgende club                                           |
| ----------- | ---------------- | -------------------- | ------------ | ------------------------------------------------------- |
| 1           | Boy Waterman     | Nederland            | Doelman      | De Graafschap, op huurbasis, was gehuurd van AZ         |
| 7           | Karim Soltani    | Frankrijk            | Middenvelder | Iraklis Saloniki                                        |
| 9           | Bogdan Milic     | Montenegro           | Middenvelder | Krylia Sovetov Samara                                   |
| 10          | Richard Knopper  | Nederland            | Middenvelder | n.n.b.                                                  |
| 14          | Kees Luijckx     | Nederland            | Middenvelder | NAC Breda, was gehuurd van AZ                           |
| 16          | Barry Ditewig    | Nederland            | Doelman      | Achilles '29                                            |
| 17          | Yuri Cornelisse  | Nederland            | Middenvelder | gestopt                                                 |
| 19          | Andres Oper      | Estland              | Aanvaller    | AEK Larnaca                                             |
| 20          | Csaba Horváth    | Slowakije            | Verdediger   | Zagłębie Lubin                                          |
| 23          | Raily Ignacio    | Nederlandse Antillen | Aanvaller    | FC Dordrecht, op huurbasis                              |
| 40          | Levi Schwiebbe   | Nederland            | Middenvelder | SVV Scheveningen                                        |
| -           | Berry Powel      | Nederland            | Aanvaller    | Gimnàstic de Tarragona , was verhuurd aan de Graafschap |
| -           | Fabio Caracciolo | België               | Aanvaller    | Fortuna Sittard, was verhuurd aan FC Den Bosch          |

## Ajax

### In
| No. | Naam               | Nationaliteit | Positie      | Vorige club                                  |
| --- | ------------------ | ------------- | ------------ | -------------------------------------------- |
| 9   | Mounir El Hamdaoui | Marokko       | Aanvaller    | AZ                                           |
| 13  | André Ooijer       | Nederland     | Verdediger   | PSV                                          |
| 17  | Daley Blind        | Nederland     | Verdediger   | FC Groningen, was verhuurd                   |
| 19  | Teemu Tainio       | Finland       | Middenvelder | Sunderland, was verhuurd aan Birmingham City |
| 22  | Mido               | Egypte        | Aanvaller    | Middlesbrough                                |
| 25  | Mitchell Donald    | Nederland     | Middenvelder | Willem II, was verhuurd                      |
| 29  | Darko Bodul        | Kroatië       | Aanvaller    | Sparta, was verhuurd                         |
| -   | Ronald Graafland   | Nederland     | Doelman      | Vitesse                                      |
| -   | Evander Sno        | Nederland     | Middenvelder | Bristol City, was verhuurd                   |

### Uit
| No. bij Ajax | Naam                     | Nationaliteit | Positie      | Volgende club                         |
| ------------ | ------------------------ | ------------- | ------------ | ------------------------------------- |
| 9            | Marko Pantelić           | Servië        | Aanvaller    | Olympiakos Piraeus                    |
| 17           | Rob Wielaert             | Nederland     | Verdediger   | Roda JC, op huurbasis                 |
| 18           | Gabri                    | Spanje        | Middenvelder | Umm-Salal                             |
| 22           | Ismaïl Aissati           | Nederland     | Middenvelder | Vitesse, op huurbasis                 |
| 26           | Jan-Arie van der Heijden | Nederland     | Middenvelder | Willem II, op huurbasis               |
| 27           | Jeffrey Sarpong          | Nederland     | Middenvelder | Real Sociedad, was verhuurd aan NEC   |
| 28           | Dennis Rommedahl         | Denemarken    | Aanvaller    | Olympiakos Piraeus                    |
| 30           | George Ogăraru           | Roemenië      | Verdediger   | FC Sion                               |
| 31           | Sergio Padt              | Nederland     | Doelman      | Go Ahead Eagles, op huurbasis         |
| 32           | Kerlon                   | Brazilië      | Middenvelder | Internazionale, was gehuurd           |
| 34           | Kennedy Bakırcıoğlu      | Zweden        | Aanvaller    | Racing Santander                      |
| -            | Albert Luque             | Spanje        | Aanvaller    | Málaga CF                             |
| -            | Edgar Manucharian        | Armenië       | Aanvaller    | Pjoenik Jerevan                       |
| -            | Jeffrey Sarpong          | Nederland     | Middenvelder | Real Sociedad, was gehuurd aan N.E.C. |

## AZ

### In
| No. | Naam               | Nationaliteit | Positie      | Vorige club                |
| --- | ------------------ | ------------- | ------------ | -------------------------- |
| 3   | Dirk Marcellis     | Nederland     | Verdediger   | PSV                        |
| 5   | Nick Viergever     | Nederland     | Verdediger   | Sparta                     |
| 7   | Erik Falkenburg    | Nederland     | Middenvelder | Sparta                     |
| 12  | Milano Koenders    | Nederland     | Verdediger   | Sparta, was verhuurd       |
| 33  | Gijs Luirink       | Nederland     | Verdediger   | RKC Waalwijk, was verhuurd |
| 34  | Esteban Alvarado   | Costa Rica    | Doelman      | Deportivo Saprissa         |
| 35  | Charlison Benschop | Nederland     | Aanvaller    | RKC Waalwijk               |
| -   | Kemy Agustien      | Nederland     | Middenvelder | RKC Waalwijk, was verhuurd |

### Uit
| No. bij AZ | Naam                  | Nationaliteit | Positie      | Volgende club                                              |
| ---------- | --------------------- | ------------- | ------------ | ---------------------------------------------------------- |
| 6          | David Mendes da Silva | Nederland     | Middenvelder | Red Bull Salzburg                                          |
| 7          | Jeremain Lens         | Nederland     | Aanvaller    | PSV                                                        |
| 10         | Mounir El Hamdaoui    | Marokko       | Aanvaller    | Ajax                                                       |
| 18         | Mousa Dembélé         | België        | Aanvaller    | Fulham                                                     |
| 19         | Kees Luijckx          | Nederland     | Middenvelder | NAC Breda, was verhuurd aan ADO Den Haag                   |
| -          | Boy Waterman          | Nederland     | Doelman      | De Graafschap, op huurbasis, was verhuurd aan ADO Den Haag |
| -          | Ben Rienstra          | Nederland     | Middenvelder | Heracles                                                   |
| -          | Milano Koenders       | Nederland     | Verdediger   | NAC Breda, op huurbasis                                    |
| -          | Gijs Luirink          | Nederland     | Verdediger   | n.n.b.                                                     |

## Excelsior

### In
| No. | Naam             | Nationaliteit | Positie      | Vorige club              |
| --- | ---------------- | ------------- | ------------ | ------------------------ |
| 1   | Kostas Lamprou   | Griekenland   | Doelman      | Jong Feyenoord, gehuurd  |
| 4   | Wouter Gudde     | Nederland     | Verdediger   | RKC Waalwijk             |
| 7   | Tim Vincken      | Nederland     | Aanvaller    | Jong Feyenoord           |
| 12  | Tobias Waisapy   | Nederland     | Verdediger   | Jong Feyenoord, gehuurd  |
| 13  | Kevin Wattamaleo | Nederland     | Middenvelder | Jong Feyenoord, gehuurd  |
| 15  | Jordy Clasie     | Nederland     | Middenvelder | Jong Feyenoord, gehuurd  |
| 17  | Nayib Lagouireh  | België        | Aanvaller    | Jong Feyenoord, gehuurd  |
| 18  | Andréa Fileccia  | België        | Aanvaller    | Jong Feyenoord, gehuurd  |
| 20  | Shabir Isoufi    | Nederland     | Middenvelder | Jong Feyenoord, gehuurd  |
| 25  | Cees Paauwe      | Nederland     | Doelman      | FC Twente                |
| 26  | Kaj Ramsteijn    | Nederland     | Verdediger   | Jong Feyenoord           |
| ?   | Tim Eekman       | Nederland     | Verdediger   | Jong Feyenoord, gehuurd  |
| ?   | Philani Khwela   | Zuid-Afrika   | Middenvelder | Jong Feyenoord, gehuurd  |
| ?   | Benjamin Baltes  | Duitsland     | Middenvelder | Borussia Mönchengladbach |

### Uit
| No. bij Excelsior | Naam                | Nationaliteit | Positie      | Volgende club                                   |
| ----------------- | ------------------- | ------------- | ------------ | ----------------------------------------------- |
| 1                 | Arjan van Dijk      | Nederland     | Doelman      | RKC Waalwijk                                    |
| 3                 | Ard van Peppen      | Nederland     | Verdediger   | RKC Waalwijk                                    |
| 4                 | Kamohelo Mokotjo    | Zuid-Afrika   | Middenvelder | Feyenoord, was gehuurd                          |
| 5                 | Vojtěch Machek      | Tsjechië      | Middenvelder | Helmond Sport, was gehuurd van Feyenoord        |
| 9                 | Michał Janota       | Polen         | Aanvaller    | Go Ahead Eagles, was gehuurd van Feyenoord      |
| 10                | Kermit Erasmus      | Zuid-Afrika   | Aanvaller    | Supersport United FC, was gehuurd van Feyenoord |
| 11                | Peter de Lange      | Nederland     | Aanvaller    | BVV Barendrecht                                 |
| 17                | Sigourney Bandjar   | Nederland     | Aanvaller    | RKC Waalwijk                                    |
| 20                | Luís Pedro          | Nederland     | Aanvaller    | Go Ahead Eagles, was gehuurd van Feyenoord      |
| -                 | Samir El Moussaoui  | Nederland     | Middenvelder | SVV Scheveningen                                |
| -                 | Jordão Pattinama    | Nederland     | Middenvelder | SC Feyenoord                                    |
| -                 | Levi Risamasu       | Nederland     | Middenvelder | n.n.b.                                          |
| -                 | Mathijs Benard      | Nederland     | Aanvaller    | RKVV Westlandia                                 |
| -                 | Mohammed Faouzi     | Nederland     | Aanvaller    | n.n.b.                                          |
| -                 | Michel van Guldener | Nederland     | Aanvaller    | vv Capelle                                      |

## Feyenoord

### In
| No. | Naam               | Nationaliteit | Positie      | Vorige club                   |
| --- | ------------------ | ------------- | ------------ | ----------------------------- |
| 7   | Ruben Schaken      | Nederland     | Middenvelder | VVV-Venlo                     |
| 9   | Jhon van Beukering | Nederland     | Aanvaller    | Go Ahead Eagles               |
| 14  | Adil Auassar       | Nederland     | Middenvelder | VVV-Venlo                     |
| 15  | Kamohelo Mokotjo   | Zuid-Afrika   | Middenvelder | Excelsior, was verhuurd       |
| 19  | Michael Lumb       | Denemarken    | Verdediger   | Zenit St. Petersburg, gehuurd |
| 24  | Fjodor Smolov      | Rusland       | Aanvaller    | Dynamo Moskou, gehuurd        |

### Uit
| No. bij Feyenoord | Naam                     | Nationaliteit | Positie      | Volgende club                               |
| ----------------- | ------------------------ | ------------- | ------------ | ------------------------------------------- |
| 2                 | Aleksandar Ignjatovic    | Servië        | Verdediger   | Borac Cacak, was gehuurd                    |
| 3                 | Kevin Hofland            | Nederland     | Verdediger   | AEK Larnaca, op huurbasis                   |
| 7                 | Denny Landzaat           | Nederland     | Middenvelder | FC Twente                                   |
| 8                 | Giovanni van Bronckhorst | Nederland     | Verdediger   | gestopt                                     |
| 9                 | Roy Makaay               | Nederland     | Aanvaller    | gestopt                                     |
| 15                | Stefan Babović           | Servië        | Middenvelder | FK Partizan, was gehuurd van FC Nantes      |
| 24                | Mitchell Schet           | Nederland     | Aanvaller    | RKC Waalwijk                                |
| 33                | Jonathan de Guzman       | Nederland     | Middenvelder | Real Mallorca                               |
| -                 | Kostas Lamprou           | Griekenland   | Doelman      | Excelsior, op huurbasis                     |
| -                 | Michał Janota            | Polen         | Middenvelder | Helmond Sport, was verhuurd aan Excelsior   |
| -                 | Luís Pedro               | Nederland     | Aanvaller    | Go Ahead Eagles, was verhuurd aan Excelsior |
| -                 | Tim Vincken              | Nederland     | Aanvaller    | Excelsior, op huurbasis                     |

## De Graafschap

### In
| No. | Naam              | Nationaliteit | Positie      | Vorige club                            |
| --- | ----------------- | ------------- | ------------ | -------------------------------------- |
| 4   | Jan-Paul Saeijs   | Nederland     | Verdediger   | Roda JC                                |
| 9   | Rydell Poepon     | Nederland     | Aanvaller    | Sparta                                 |
| 10  | Youssouf Hersi    | Nederland     | Aanvaller    | AEK Athene                             |
| 12  | Boy Waterman      | Nederland     | Doelman      | AZ, op huurbasis, was verhuurd aan ADO |
| 33  | Dimitri Hairemans | België        | Middenvelder | Antwerp FC                             |

### Uit
| No. bij de Graafschap | Naam                  | Nationaliteit | Positie      | Volgende club                                        |
| --------------------- | --------------------- | ------------- | ------------ | ---------------------------------------------------- |
| 4                     | Joost Volmer          | Nederland     | Verdediger   | gestopt                                              |
| 6                     | Joep van den Ouweland | Nederland     | Middenvelder | Go Ahead Eagles                                      |
| 7                     | Martijn Meerdink      | Nederland     | Middenvelder | Wvc                                                  |
| 9                     | Jhon van Beukering    | Nederland     | Aanvaller    | NEC, was gehuurd                                     |
| 10                    | Berry Powel           | Nederland     | Aanvaller    | Gimnàstic de Tarragona, was gehuurd van ADO Den Haag |
| 12                    | Mustafa Amezrine      | Nederland     | Doelman      | SDVB                                                 |
| 16                    | Abdelhali Chaiat      | Nederland     | Aanvaller    | AGOVV                                                |
| 19                    | Cerezo Fung a Wing    | Nederland     | Verdediger   | IJsselmeervogels                                     |
| 28                    | Mees Siers            | Nederland     | Middenvelder | AGOVV                                                |
| 31                    | Roy Terschegget       | Nederland     | Middenvelder | GVVV                                                 |
| -                     | Marcel van der Sloot  | Nederland     | Middenvelder | RBC Roosendaal, was verhuurd aan FC Dordrecht        |

## FC Groningen

### In
| No. | Naam                  | Nationaliteit | Positie      | Vorige club                 |
| --- | --------------------- | ------------- | ------------ | --------------------------- |
| 2   | Maikel Kieftenbeld    | Nederland     | Middenvelder | Go Ahead Eagles             |
| 3   | Jonas Ivens           | België        | Verdediger   | KV Mechelen                 |
| 10  | Dušan Tadić           | Servië        | Middenvelder | FK Vojvodina                |
| 18  | Gonzalo García García | Spanje        | Aanvaller    | VVV-Venlo, was verhuurd     |
| 19  | Shkodran Metaj        | Nederland     | Middenvelder | RKC Waalwijk, was verhuurd  |
| 21  | Jeroen Veldmate       | Nederland     | Middenvelder | Helmond Sport, was verhuurd |

### Uit
| No. bij Groningen | Naam              | Nationaliteit | Positie      | Volgende club                                         |
| ----------------- | ----------------- | ------------- | ------------ | ----------------------------------------------------- |
| 2                 | Sepp De Roover    | België        | Verdediger   | Sporting Lokeren                                      |
| 3                 | Gibril Sankoh     | Sierra Leone  | Verdediger   | FC Augsburg                                           |
| 4                 | Michael Jansen    | Nederland     | Verdediger   | BV Veendam, op huurbasis, was verhuurd aan SC Cambuur |
| 6                 | Mike Zonneveld    | Nederland     | Middenvelder | PSV, was gehuurd                                      |
| 9                 | Morten Nordstrand | Denemarken    | Aanvaller    | FC Kopenhagen, was gehuurd                            |
| 10                | Goran Lovre       | Servië        | Middenvelder | Barnsley                                              |
| 12                | Ondřej Švejdík    | Tsjechië      | Verdediger   | n.n.b.                                                |
| 16                | Serhat Koç        | Nederland     | Aanvaller    | SC Cambuur, op huurbasis tot winterstop               |
| 16                | Serhat Koç        | Nederland     | Aanvaller    | FC Eindhoven, op huurbasis tot einde seizoen          |
| 17                | Theo Lucius       | Nederland     | Verdediger   | FC Den Bosch                                          |
| 18                | Daley Blind       | Nederland     | Verdediger   | Ajax, was gehuurd                                     |
| 47                | Frank Olijve      | Nederland     | Aanvaller    | FC Zwolle                                             |
| -                 | Christian Gandu   | Nederland     | Aanvaller    | Almere City FC                                        |

## sc Heerenveen

### In
| No. | Naam                  | Nationaliteit | Positie      | Vorige club                              |
| --- | --------------------- | ------------- | ------------ | ---------------------------------------- |
| 2   | Milan Kopic           | Tsjechië      | Verdediger   | Sparta Praag, was verhuurd               |
| 5   | Youssef El Akchaoui   | Marokko       | Verdediger   | NEC                                      |
| 8   | Arnold Kruiswijk      | Nederland     | Verdediger   | RSC Anderlecht, was verhuurd aan Roda JC |
| 12  | Bas Dost              | Nederland     | Aanvaller    | Heracles                                 |
| 13  | Tarik Elyounoussi     | Noorwegen     | Aanvaller    | Lillestrøm SK, was verhuurd              |
| 16  | Kevin Stuhr Ellegaard | Denemarken    | Doelman      | Randers FC                               |
| 23  | Calvin Jong-a-Pin     | Nederland     | Verdediger   | Vitesse, was verhuurd                    |
| 26  | René Oosterhof        | Nederland     | Doelman      | FC Zwolle                                |
| ?   | Ingolfur Sigurdsson   | IJsland       | Middenvelder | KR Reykjavik                             |

### Uit
| No. bij Heerenveen | Naam                 | Nationaliteit | Positie      | Volgende club                             |
| ------------------ | -------------------- | ------------- | ------------ | ----------------------------------------- |
| 3                  | Kristian Bak Nielsen | Denemarken    | Verdediger   | FC Midtjylland                            |
| 5                  | Michael Dingsdag     | Nederland     | Verdediger   | FC Sion                                   |
| 12                 | Paulo Henrique       | Brazilië      | Aanvaller    | Palmeiras                                 |
| 19                 | Cecilio Lopes        | Kaapverdië    | Aanvaller    | FC Dordrecht, was verhuurd aan FC Zwolle  |
| 20                 | Goran Popov          | Macedonië     | Verdediger   | Dinamo Kiev                               |
| 22                 | Henrico Drost        | Nederland     | Verdediger   | RKC Waalwijk, was verhuurd aan VVV-Venlo  |
| 23                 | Hernán Losada        | Argentinië    | Middenvelder | Anderlecht, was gehuurd                   |
| 24                 | Martin Lejsal        | Tsjechië      | Doelman      | FC Zbrojovka Brno, was gehuurd            |
| 26                 | Henk Timmer          | Nederland     | Doelman      | gestopt                                   |
| 31                 | Arnór Smárason       | IJsland       | Aanvaller    | Esbjerg fB                                |
| 32                 | Richard Stolte       | Nederland     | Verdediger   | FC Emmen, op huurbasis, was al verhuurd   |
| 35                 | Gerald Sibon         | Nederland     | Aanvaller    | Melbourne Heart                           |
| 44                 | Paweł Wojciechowski  | Polen         | Aanvaller    | Willem II                                 |
| -                  | Agil Etemadi         | Iran          | Doelman      | BV Veendam                                |
| -                  | Hassan Bai Kamara    | Marokko       | Verdediger   | n.n.b., was verhuurd aan FC Emmen         |
| -                  | Arjen Bergsma        | Nederland     | Verdediger   | Harkemase Boys, was verhuurd aan FC Emmen |
| -                  | Sofian Akouili       | Marokko       | Middenvelder | n.n.b., was verhuurd aan FC Emmen         |
| -                  | Xander Houtkoop      | Nederland     | Aanvaller    | Heracles, was verhuurd aan FC Emmen       |
| -                  | Michel Poldervaart   | Nederland     | Aanvaller    | FC Emmen, op huurbasis, was al verhuurd   |

## Heracles Almelo

### In
| No. | Naam              | Nationaliteit | Positie      | Vorige club                              |
| --- | ----------------- | ------------- | ------------ | ---------------------------------------- |
| 12  | Glynor Plet       | Nederland     | Aanvaller    | Telstar                                  |
| 14  | Ben Rienstra      | Nederland     | Middenvelder | Jong AZ                                  |
| 22  | Remko Pasveer     | Nederland     | Doelman      | Go Ahead Eagles, was verhuurd            |
| 25  | Nick Hengelman    | Nederland     | Doelman      | Jong FC Twente                           |
| 27  | Xander Houtkoop   | Nederland     | Aanvaller    | sc Heerenveen, was verhuurd aan FC Emmen |
| 30  | Anmar Almubaraki  | Nederland     | Aanvaller    | Jong FC Twente                           |
| ?   | Alexander Bannink | Nederland     | Middenvelder | FC Twente, op huurbasis                  |
| ?   | Andrej Rendla     | Slowakije     | Aanvaller    | FC Twente, op huurbasis                  |

### Uit
| No. bij Heracles | Naam                    | Nationaliteit | Positie      | Volgende club   |
| ---------------- | ----------------------- | ------------- | ------------ | --------------- |
| 1                | Martin Pieckenhagen     | Duitsland     | Doelman      | 1. FSV Mainz 05 |
| 7                | Andrzej Ornoch          | Canada        | Middenvelder | BV Veendam      |
| 9                | Vojtěch Schulmeister    | Tsjechië      | Aanvaller    | n.n.b.          |
| 12               | Bas Dost                | Nederland     | Aanvaller    | sc Heerenveen   |
| 14               | Elias Pech              | Duitsland     | Middenvelder | gestopt         |
| 16               | Jörg van Nieuwenhuijzen | Nederland     | Doelman      | HSV Hoek        |
| 19               | Juha Hakola             | Finland       | Aanvaller    | Willem II       |
| 20               | Sebastiaan Steur        | Nederland     | Aanvaller    | SV Spakenburg   |
| 24               | Denis Mangafic          | Kroatië       | Verdediger   | n.n.b.          |
| 25               | Maikel Kampjes          | Nederland     | Doelman      | Quick '20       |
| 27               | Dennis Rosink           | Nederland     | Middenvelder | Excelsior       |
| 30               | Qays Shayesteh          | Nederland     | Middenvelder | BV Veendam      |
| 33               | Paddy John              | Nederland     | Aanvaller    | RKC Waalwijk    |

## NAC Breda

### In
| No. | Naam                  | Nationaliteit | Positie      | Vorige club                       |
| --- | --------------------- | ------------- | ------------ | --------------------------------- |
| 5   | Gabor Horvath         | Hongarije     | Verdediger   | Videoton FC, op huurbasis         |
| 7   | Kees Luijckx          | Nederland     | Middenvelder | AZ, was verhuurd aan ADO Den Haag |
| 9   | Ali Boussaboun        | Marokko       | Aanvaller    | Al-Nassr                          |
| 15  | Milano Koenders       | Nederland     | Verdediger   | AZ, op huurbasis                  |
| 19  | Fouad Idabdelhay      | Nederland     | Aanvaller    | RKC Waalwijk, was verhuurd        |
| 21  | Gino Mommers          | Nederland     | Doelman      | RBC Roosendaal                    |
| 22  | Jens Janse            | Nederland     | Verdediger   | Willem II                         |
| 25  | Abdenasser El Khayati | Nederland     | Aanvaller    | FC Den Bosch                      |

### Uit
| No. bij NAC | Naam                  | Nationaliteit | Positie      | Volgende club          |
| ----------- | --------------------- | ------------- | ------------ | ---------------------- |
| 2           | Kurt Elshot           | Nederland     | Verdediger   | n.n.b.                 |
| 4           | Patrick Zwaanswijk    | Nederland     | Verdediger   | Central Coast Mariners |
| 7           | Edwin de Graaf        | Nederland     | Middenvelder | Hibernian              |
| 8           | Tommie van der Leegte | Nederland     | Middenvelder | gestopt                |
| 15          | Martijn Reuser        | Nederland     | Aanvaller    | n.n.b.                 |
| 20          | Ellery Cairo          | Nederland     | Aanvaller    | n.n.b.                 |
| 22          | Enric Vallès Prat     | Spanje        | Middenvelder | Birmingham City        |
| 24          | Rogier Veenstra       | Nederland     | Aanvaller    | HSV Hoek               |
| 25          | Johan Jansen          | Nederland     | Doelman      | Almere City FC         |
| 27          | Edinho Pattinama      | Nederland     | Aanavaller   | n.n.b.                 |
| 30          | Ali Benomar           | Nederland     | Middenvelder | n.n.b.                 |
| 32          | Tim Hofstede          | Nederland     | Verdediger   | FC Den Bosch           |
| 33          | Benjamin van Wanrooy  | Nederland     | Verdediger   | VV Baronie             |

## NEC

### In
| No. | Naam            | Nationaliteit | Positie      | Vorige club              |
| --- | --------------- | ------------- | ------------ | ------------------------ |
| 5   | Rémy Amieux     | Frankrijk     | Verdediger   | FC Eindhoven             |
| 6   | Niki Zimling    | Denemarken    | Middenvelder | Udinese, op huurbasis    |
| 7   | Leroy George    | Suriname      | Aanvaller    | FC Utrecht               |
| 11  | Thomas Chatelle | België        | Aanvaller    | Anderlecht, op huurbasis |
| 19  | Nathaniel Will  | Nederland     | Verdediger   | Jong Ajax                |
| 25  | Joost Ebergen   | Nederland     | Verdediger   | FC Oss, was verhuurd     |
| ?   | Pavel Čmovš     | Tsjechië      | Verdediger   | Sparta Praag             |

### Uit
| No. bij NEC | Naam                | Nationaliteit    | Positie      | Volgende club            |
| ----------- | ------------------- | ---------------- | ------------ | ------------------------ |
| 4           | Dominique Kivuvu    | Nederland        | Verdediger   | CFR Cluj                 |
| 5           | Youssef El Akchaoui | Marokko          | Verdediger   | sc Heerenveen            |
| 6           | Patrick Pothuizen   | Nederland        | Verdediger   | de Treffers              |
| 7           | Rutger Worm         | Nederland        | Aanvaller    | Melbourne Heart          |
| 9           | Jeffrey Sarpong     | Nederland        | Middenvelder | Ajax, was gehuurd        |
| 17          | Saidi Ntibazonkiza  | Burundi          | Aanvaller    | Cracovia Kraków          |
| 19          | Mitchell Burgzorg   | Nederland        | Verdediger   | n.n.b.                   |
| 22          | Jeroen Heubach      | Nederland        | Verdediger   | FC Twente, was gehuurd   |
| 23          | Arek Radomski       | Polen            | Middenvelder | Cracovia Kraków          |
| 24          | Joey Brock          | Nederland        | Middenvelder | RBC Roosendaal           |
| 25          | Rein Baart          | Nederland        | Doelman      | FC Edmonton              |
| 30          | Nicholas Skverer    | Verenigde Staten | Doelman      | n.n.b.                   |
| 36          | Bastian Weiser      | Duitsland        | Middenvelder | n.n.b.                   |
| -           | Pavel Čmovš         | Tsjechië         | Verdediger   | BV Veendam, op huurbasis |

## PSV

### In
| No. | Naam             | Nationaliteit | Positie      | Vorige club                |
| --- | ---------------- | ------------- | ------------ | -------------------------- |
| 2   | Marcelo          | Brazilië      | Verdediger   | Wisła Kraków               |
| 5   | Jagoš Vuković    | Servië        | Verdediger   | FK Rad                     |
| 6   | Marcus Berg      | Zweden        | Aanvaller    | HSV, op huurbasis          |
| 9   | Jeremain Lens    | Nederland     | Aanvaller    | AZ                         |
| 13  | Atiba Hutchinson | Canada        | Middenvelder | FC Kopenhagen              |
| 16  | Stefan Nijland   | Nederland     | Aanvaller    | Willem II, was verhuurd    |
| 18  | Wilfred Bouma    | Nederland     | Verdediger   | Aston Villa                |
| 29  | Género Zeefuik   | Nederland     | Aanvaller    | FC Dordrecht, was verhuurd |
| 30  | Jonathan Reis    | Brazilië      | Aanvaller    | PSV                        |
| ?   | Milos Djordevic  | Servië        | Middenvelder | Sumadija Radnicki          |

### Uit
| No. bij PSV | Naam                | Nationaliteit | Positie      | Volgende club                               |
| ----------- | ------------------- | ------------- | ------------ | ------------------------------------------- |
| 3           | Carlos Salcido      | Mexico        | Verdediger   | Fulham                                      |
| 5           | Mike Zonneveld      | Nederland     | Middenvelder | AEL Limassol, was verhuurd aan FC Groningen |
| 6           | Timmy Simons        | België        | Middenvelder | 1.FC Nürnberg                               |
| 8           | Andy van der Meijde | Nederland     | Aanvaller    | n.n.b.                                      |
| 17          | Reimond Manco       | Peru          | Aanvaller    | Juan Aurich, was al verhuurd                |
| 19          | Steve Olfers        | Nederland     | Verdediger   | Qäbälä PFK                                  |
| 21          | Bas Roorda          | Nederland     | Doelman      | Wilhelmina Boys                             |
| 23          | André Ooijer        | Nederland     | Verdediger   | Ajax                                        |
| 24          | Dirk Marcellis      | Nederland     | Verdediger   | AZ                                          |

## Roda JC

### In
| No. | Naam            | Nationaliteit | Positie    | Vorige club           |
| --- | --------------- | ------------- | ---------- | --------------------- |
| 5   | Jimmy Hempte    | België        | Verdediger | KV Kortrijk           |
| 12  | Eelco Horsten   | Nederland     | Verdediger | Jong PSV              |
| 14  | Rob Wielaert    | Nederland     | Verdediger | Ajax, op huurbasis    |
| 16  | Stein Huysegems | België        | Aanvaller  | RC Genk, op huurbasis |
| 21  | Mateusz Prus    | Polen         | Doelman    | Zagłębie Sosnowiec    |

### Uit
| No. bij Roda | Naam              | Nationaliteit | Positie      | Volgende club                                 |
| ------------ | ----------------- | ------------- | ------------ | --------------------------------------------- |
| 1            | Bram Castro       | België        | Doelman      | n.n.b.                                        |
| 7            | Edwin Linssen     | Nederland     | Middenvelder | AEK Larnaca, was verhuurd aan Fortuna Sittard |
| 12           | Kris De Wree      | België        | Verdediger   | Lierse SK                                     |
| 15           | Arnold Kruiswijk  | Nederland     | Verdediger   | sc Heerenveen, was gehuurd van Anderlecht     |
| 16           | Jamaïque Vandamme | België        | Aanvaller    | RAEC Mons                                     |
| 17           | Marcel de Jong    | Canada        | Middenvelder | FC Augsburg                                   |
| 20           | Jan-Paul Saeijs   | Nederland     | Verdediger   | de Graafschap                                 |
| 21           | Kjell Knops       | Nederland     | Verdediger   | EVV                                           |
| 30           | Cliff Mardulier   | België        | Doelman      | MVV                                           |

## FC Twente

### In
| No. | Naam             | Nationaliteit | Positie      | Vorige club       |
| --- | ---------------- | ------------- | ------------ | ----------------- |
| 5   | Rasmus Bengtsson | Zweden        | Verdediger   | Hertha BSC        |
| 11  | Emir Bajrami     | Zweden        | Aanvaller    | IF Elfsborg       |
| 15  | Roberto Rosales  | Venezuela     | Verdediger   | AA Gent           |
| 16  | Wilko de Vogt    | Nederland     | Doelman      | FC Oss            |
| 18  | Denny Landzaat   | Nederland     | Middenvelder | Feyenoord         |
| 21  | Marc Janko       | Oostenrijk    | Aanvaller    | Red Bull Salzburg |
| 22  | Nacer Chadli     | België        | Aanvaller    | AGOVV             |
| 23  | Bart Buysse      | België        | Verdediger   | Zulte Waregem     |
| ?   | Bruno            | Brazilië      | Middenvelder | América FC        |

### Uit
| No. bij Twente | Naam              | Nationaliteit | Positie      | Volgende club                                  |
| -------------- | ----------------- | ------------- | ------------ | ---------------------------------------------- |
| 5              | Slobodan Rajković | Servië        | Verdediger   | Vitesse, op huurbasis, was gehuurd van Chelsea |
| 7              | Vagif Javadov     | Armenië       | Aanvaller    | FK Baku, op huurbasis                          |
| 8              | Ronnie Stam       | Nederland     | Verdediger   | Wigan Athletic                                 |
| 9              | Blaise Nkufo      | Zwitserland   | Aanvaller    | Seattle Sounders                               |
| 10             | Kenneth Pérez     | Denemarken    | Middenvelder | n.n.b.                                         |
| 12             | Jeroen Heubach    | Nederland     | Verdediger   | gestopt                                        |
| 15             | Miroslav Stoch    | Slowakije     | Aanvaller    | Fenerbahçe SK                                  |
| 16             | Cees Paauwe       | Nederland     | Doelman      | Excelsior                                      |
| 17             | Wellington        | Brazilië      | Aanvaller    | Fortuna Düsseldorf, was gehuurd                |
| 17             | Alexander Bannink | Nederland     | Middenvelder | Heracles, op huurbasis                         |
| 18             | Cheick Tioté      | Ivoorkust     | Middenvelder | Newcastle United                               |
| 23             | Nashat Akram      | Irak          | Middenvelder | n.n.b.                                         |
| 25             | Andrej Rendla     | Slowakije     | Aanvaller    | Heracles, op huurbasis                         |
| 28             | Ransford Osei     | Ghana         | Aanvaller    | Maccabi Haifa                                  |
| -              | Nikita Rukavytsya | Australië     | Middenvelder | Hertha BSC                                     |
| -              | Marko Arnautović  | Oostenrijk    | Aanvaller    | Werder Bremen, was verhuurd aan Internazionale |
| -              | Romano Denneboom  | Nederland     | Aanvaller    | n.n.b., was verhuurd aan Sparta                |

## FC Utrecht

### In
| No. | Naam           | Nationaliteit | Positie      | Vorige club   |
| --- | -------------- | ------------- | ------------ | ------------- |
| 7   | Édouard Duplan | Frankrijk     | Aanvaller    | Sparta        |
| 10  | Thomas Oar     | Australië     | Aanvaller    | Brisbane Roar |
| 12  | Frank Demouge  | Nederland     | Aanvaller    | Willem II     |
| 26  | Michael Zullo  | Australië     | Aanvaller    | Brisbane Roar |
| 30  | Adam Sarota    | Australië     | Middenvelder | Brisbane Roar |

### Uit
| No. bij Utrecht | Naam              | Nationaliteit | Positie      | Volgende club  |
| --------------- | ----------------- | ------------- | ------------ | -------------- |
| 6               | Gregoor van Dijk  | Nederland     | Middenvelder | AEK Larnaca    |
| 7               | Loïc Loval        | Frankrijk     | Aanvaller    | Vannes         |
| 12              | Kevin Vandenbergh | België        | Aanvaller    | Eupen          |
| 13              | Mike van der Kooy | Nederland     | Verdediger   | AGOVV          |
| 21              | Leroy George      | Nederland     | Aanvaller    | NEC            |
| 23              | Hans Somers       | België        | Middenvelder | n.n.b.         |
| 26              | Ken van Mierlo    | Nederland     | Middenvelder | RBC Roosendaal |
| 28              | André Krul        | Nederland     | Doelman      | Sparta         |

## Vitesse

### In
| No. | Naam                  | Nationaliteit | Positie      | Vorige club                   |
| --- | --------------------- | ------------- | ------------ | ----------------------------- |
| 1   | Matej Delač           | Kroatië       | Doelman      | Chelsea, op huurbasis         |
| 6   | Frank van der Struijk | Nederland     | Verdediger   | Willem II, was verhuurd       |
| 7   | Ismaïl Aissati        | Nederland     | Middenvelder | Ajax, op huurbasis            |
| 13  | Nemanja Matić         | Servië        | Middenvelder | Chelsea, op huurbasis         |
| 14  | Slobodan Rajković     | Servië        | Verdediger   | Chelsea, op huurbasis         |
| 16  | Laryea Kingston       | Ghana         | Verdediger   | Hearts                        |
| 17  | Genaro Snijders       | Nederland     | Aanvaller    | Almere City FC, was verhuurd  |
| 18  | Goeram Kasjia         | Georgië       | Verdediger   | Dinamo Tbilisi                |
| 19  | Marcus Pedersen       | Noorwegen     | Aanvaller    | Strømsgodset IF               |
| 21  | Luca Caldirola        | Italië        | Verdediger   | Internazionale, op huurbasis  |
| 23  | Jop van der Linden    | Nederland     | Verdediger   | AGOVV, was verhuurd           |
| 27  | Julian Jenner         | Nederland     | Aanvaller    | Rot Weiss Ahlen, was verhuurd |
| 90  | Nacer Barazite        | Nederland     | Aanvaller    | Arsenal, op huurbasis         |

### Uit
| No. bij Vitesse | Naam                | Nationaliteit | Positie      | Volgende club                          |
| --------------- | ------------------- | ------------- | ------------ | -------------------------------------- |
| 1               | Piet Velthuizen     | Nederland     | Doelman      | Hércules CF                            |
| 2               | Paul Verhaegh       | Nederland     | Verdediger   | FC Augsburg                            |
| 7               | Claudemir           | Brazilië      | Middenvelder | FC Kopenhagen                          |
| 10              | Santi Kolk          | Nederland     | Aanvaller    | 1. FC Union Berlin                     |
| 15              | Serginho Greene     | Nederland     | Verdediger   | Levski Sofia                           |
| 18              | Onur Kaya           | België        | Middenvelder | Charleroi                              |
| 19              | Anduele Pryor       | Nederland     | Middenvelder | n.n.b., was verhuurd aan KSV Roeselare |
| 20              | Calvin Jong-a-Pin   | Nederland     | Verdediger   | sc Heerenveen, was gehuurd             |
| 21              | Ronald Graafland    | Nederland     | Doelman      | Ajax                                   |
| 23              | Jop van der Linden  | Nederland     | Verdediger   | Helmond Sport                          |
| 30              | Nicky Hofs          | Nederland     | Middenvelder | AEL Limassol                           |
| 36              | Giovanni Gravenbeek | Nederland     | Verdediger   | Willem II                              |

## VVV-Venlo

### In
| No. | Naam          | Nationaliteit | Positie      | Vorige club            |
| --- | ------------- | ------------- | ------------ | ---------------------- |
| 7   | Bryan Linssen | Nederland     | Middenvelder | MVV                    |
| 8   | Jorge Chula   | Portugal      | Middenvelder | FC Porto, op huurbasis |
| 10  | Josué         | Portugal      | Middenvelder | FC Porto, op huurbasis |
| 23  | Ahmed Musa    | Nigeria       | Middenvelder | Kano Pillars           |
| 29  | Balázs Tóth   | Hongarije     | Middenvelder | RC Genk                |

### Uit
| No. bij VVV | Naam             | Nationaliteit | Positie      | Volgende club                 |
| ----------- | ---------------- | ------------- | ------------ | ----------------------------- |
| 3           | Sjors Verdellen  | Nederland     | Verdediger   | MVV                           |
| 7           | Ruben Schaken    | Nederland     | Aanvaller    | Feyenoord                     |
| 8           | Kevin van Dessel | Nederland     | Middenvelder | APOP Kinyras                  |
| 9           | Sandro Calabro   | Nederland     | Aanvaller    | FC Sankt Gallen               |
| 10          | Gonzalo Garcia   | Spanje        | Aanvaller    | FC Groningen, was gehuurd     |
| 18          | Adil Auassar     | Nederland     | Middenvelder | Feyenoord                     |
| 22          | Robert Böhm      | Duitsland     | Doelman      | n.n.b.                        |
| 24          | Soufiane Dadda   | Nederland     | Aanvaller    | Fortuna Sittard, op huurbasis |
| 25          | Jasar Takak      | Nederland     | Middenvelder | n.n.b.                        |
| 26          | Henrico Drost    | Nederland     | Verdediger   | sc Heerenveen, was gehuurd    |
| 30          | Ruud Boffin      | België        | Doelman      | MVV, was gehuurd              |

## Willem II

### In
| No. | Naam                     | Nationaliteit | Positie      | Vorige club           |
| --- | ------------------------ | ------------- | ------------ | --------------------- |
| 2   | Giovanni Gravenbeek      | Nederland     | Verdediger   | Vitesse               |
| 5   | Veli Lampi               | Finland       | Verdediger   | FC Zürich             |
| 7   | Juha Hakola              | Finland       | Aanvaller    | Heracles              |
| 8   | Evgeniy Levchenko        | Oekraïne      | Middenvelder | FK Saturn             |
| 11  | Rowin van Zaanen         | Nederland     | Aanvaller    | FC Volendam           |
| 14  | Paweł Wojciechowski      | Polen         | Aanvaller    | sc Heerenveen         |
| 16  | Niek Vossebelt           | Nederland     | Middenvelder | FC Zwolle             |
| 17  | Jan-Arie van der Heijden | Nederland     | Middenvelder | Ajax                  |
| 21  | Davino Verhulst          | België        | Doelman      | RC Genk, op huurbasis |
| 22  | Lars Hutten              | Nederland     | Aanvaller    | PSV                   |
| 23  | Andreas Lasnik           | Oostenrijk    | Middenvelder | Alemmania Aachen      |
| 30  | Harmen Kuperus           | Nederland     | Doelman      | Telstar               |
| ?   | Andreas Landgren         | Zweden        | Middenvelder | Udinese, op huurbasis |

### Uit
| No. bij Willem II | Naam                  | Nationaliteit | Positie      | Volgende club        |
| ----------------- | --------------------- | ------------- | ------------ | -------------------- |
| 1                 | Maikel Aerts          | Nederland     | Doelman      | Hertha BSC           |
| 2                 | Jens Janse            | Nederland     | Verdediger   | NAC Breda            |
| 6                 | Mehmet Akgün          | Duitsland     | Middenvelder | Genclerbirligi       |
| 7                 | Boy Deul              | Nederland     | Middenvelder | Bayern München II    |
| 8                 | Christophe Gregoire   | België        | Middenvelder | n.n.b.               |
| 9                 | Frank Demouge         | Nederland     | Aanvaller    | FC Utrecht           |
| 10                | Saïd Boutahar         | Marokko       | Middenvelder | Real Zaragoza        |
| 11                | Ratko Vansimpsen      | België        | Aanvaller    | FC Eindhoven         |
| 14                | Sergio Zijler         | Nederland     | Middenvelder | Ajax                 |
| 15                | Ronnie Reniers        | Nederland     | Aanvaller    | FC Den Bosch         |
| 18                | Paul Quasten          | Nederland     | Verdediger   | n.n.b.               |
| 21                | Daan van Dinter       | Nederland     | Verdediger   | FC Den Bosch         |
| 22                | Ibrahim Kargbo        | Sierra Leone  | Middenvelder | FK Bakoe             |
| 23                | Sidney Schmeltz       | Nederland     | Middenvelder | Almere City FC       |
| 24                | Mitchell Donald       | Nederland     | Middenvelder | Ajax, was gehuurd    |
| 25                | Marciano Bruma        | Nederland     | Verdediger   | Arka Gdynia          |
| 26                | Ariën Pietersma       | Nederland     | Doelman      | n.n.b.               |
| 29                | Stefan Nijland        | Nederland     | Aanvaller    | PSV, was gehuurd     |
| 31                | Frank van der Struijk | Nederland     | Verdediger   | Vitesse, was gehuurd |

2007/08 (zomer · winter) · 
2008/09 (zomer · winter) · 
2009/10 (zomer · winter) · 
2010/11 (zomer · winter) · 
2011/12 (zomer · winter) · 
2012/13 (zomer · winter) · 
2013/14 (zomer · winter) · 
2014/15 (zomer · winter) · 
2015/16 (zomer · winter) · 
2016/17 (zomer · winter) ·
2017/18 (zomer · winter) ·
2018/19 (zomer · winter) ·
2019/20 (zomer · winter) ·
2020/21 (zomer · winter) ·
2021/22 (zomer · winter) ·
2022/23 (zomer · winter) ·
2023/24 (zomer · winter) ·
2024/25 (zomer · winter) ·
2025/26 (zomer)